# Kasumigaura

Kasumigaura (かすみがうら市 Kasumigaura-shi?) este un municipiu din Japonia, prefectura Ibaraki.